# ريكاردو أباركا
ريكاردو أباركا (بالإسبانية: Ricardo Abarca)‏ هو مغني وممثل مكسيكي، ولد في 1 يونيو 1986 في موريليا في المكسيك.

## وصلات خارجية
- ريكاردو أباركا على موقع IMDb (الإنجليزية)
- ريكاردو أباركا على موقع قاعدة بيانات الفيلم (الإنجليزية)